# SEX -virgin killer-
SEX -virgin killer- (do japonês: セックス・ヴァージンキラー, lit. Sexo -assassinos de virgens-) é um grupo musical japonês.